# Річ Певерлі
Річ Певерлі (англ. Rich Peverley; нар. 8 липня 1982, Кінгстон) — канадський хокеїст, що грав на позиції центрального нападника. Грав за збірну команду Канади.
Володар Кубка Стенлі. Провів понад 500 матчів у Національній хокейній лізі. 

## Ігрова кар'єра
Хокейну кар'єру розпочав 1998 року.
Протягом професійної клубної ігрової кар'єри, що тривала 11 років, захищав кольори команд «Нашвілл Предаторс», «Атланта Трешерс», «Бостон Брюїнс», ЮІП та «Даллас Старс».
Загалом провів 501 матч у НХЛ, включаючи 59 ігор плей-оф Кубка Стенлі.
Виступав за збірну Канади, провів 7 ігор в її складі.

## Тренерська робота
По завершенні кар'єри гравця один із асистентів головного тренера «Даллас Старс». 

## Нагороди та досягнення
- Володар Кубка Стенлі в складі «Бостон Брюїнс» — 2011.

## Статистика

### Клубні виступи
| Сезон        | Клуб                     | Ліга         | Регулярний сезон | Регулярний сезон | Регулярний сезон | Регулярний сезон | Регулярний сезон | Плей-оф | Плей-оф | Плей-оф | Плей-оф | Плей-оф |
| Сезон        | Клуб                     | Ліга         | І                | Г                | П                | О                | ШХ               | І       | Г       | П       | О       | ШХ      |
| ------------ | ------------------------ | ------------ | ---------------- | ---------------- | ---------------- | ---------------- | ---------------- | ------- | ------- | ------- | ------- | ------- |
| 1998–99      | «Кіченер Датчмен»        | MWJHL        | 47               | 23               | 20               | 43               | 22               | —       | —       | —       | —       | —       |
| 1999–00      | «Мілтон Мачентс»         | ОЮХЛ         | 45               | 17               | 28               | 45               | 16               | —       | —       | —       | —       | —       |
| 2000–01      | Університет Сент-Лоуренс | НКАА         | 29               | 2                | 4                | 6                | 4                | —       | —       | —       | —       | —       |
| 2001–02      | Університет Сент-Лоуренс | НКАА         | 34               | 10               | 21               | 31               | 18               | —       | —       | —       | —       | —       |
| 2002–03      | Університет Сент-Лоуренс | НКАА         | 34               | 15               | 23               | 38               | 12               | —       | —       | —       | —       | —       |
| 2003–04      | Університет Сент-Лоуренс | НКАА         | 41               | 17               | 25               | 42               | 34               | —       | —       | —       | —       | —       |
| 2004–05      | Південна Кароліна        | ХЛСУ         | 69               | 30               | 28               | 58               | 72               | 4       | 2       | 2       | 4       | 6       |
| 2004–05      | «Портленд Пайретс»       | АХЛ          | 1                | 0                | 0                | 0                | 0                | —       | —       | —       | —       | —       |
| 2005–06      | «Редінг Роялс»           | ХЛСУ         | 11               | 4                | 11               | 15               | 4                | —       | —       | —       | —       | —       |
| 2005–06      | «Мілвокі Едміралс»       | АХЛ          | 65               | 12               | 34               | 46               | 44               | 21      | 2       | 9       | 11      | 18      |
| 2006–07      | «Мілвокі Едміралс»       | АХЛ          | 66               | 30               | 38               | 68               | 62               | 4       | 1       | 2       | 3       | 8       |
| 2006–07      | «Нашвілл Предаторс»      | НХЛ          | 13               | 0                | 1                | 1                | 0                | —       | —       | —       | —       | —       |
| 2007–08      | «Мілвокі Едміралс»       | АХЛ          | 45               | 14               | 40               | 54               | 50               | 3       | 1       | 0       | 1       | 0       |
| 2007–08      | «Нашвілл Предаторс»      | НХЛ          | 33               | 5                | 5                | 10               | 8                | 6       | 0       | 2       | 2       | 0       |
| 2008–09      | «Нашвілл Предаторс»      | НХЛ          | 27               | 2                | 7                | 9                | 15               | —       | —       | —       | —       | —       |
| 2008–09      | «Атланта Трешерс»        | НХЛ          | 39               | 13               | 22               | 35               | 18               | —       | —       | —       | —       | —       |
| 2009–10      | «Атланта Трешерс»        | НХЛ          | 82               | 22               | 33               | 55               | 36               | —       | —       | —       | —       | —       |
| 2010–11      | «Атланта Трешерс»        | НХЛ          | 59               | 14               | 20               | 34               | 35               | —       | —       | —       | —       | —       |
| 2010–11      | «Бостон Брюїнс»          | НХЛ          | 23               | 4                | 3                | 7                | 2                | 25      | 4       | 8       | 12      | 17      |
| 2011–12      | «Бостон Брюїнс»          | НХЛ          | 57               | 11               | 31               | 42               | 22               | 7       | 3       | 2       | 5       | 4       |
| 2012–13      | ЮІП                      | СМ-Л         | 29               | 9                | 14               | 23               | 47               | —       | —       | —       | —       | —       |
| 2012–13      | «Бостон Брюїнс»          | НХЛ          | 47               | 6                | 12               | 18               | 16               | 21      | 2       | 0       | 2       | 12      |
| 2013–14      | «Даллас Старс»           | НХЛ          | 62               | 7                | 23               | 30               | 15               | —       | —       | —       | —       | —       |
| Усього в НХЛ | Усього в НХЛ             | Усього в НХЛ | 442              | 84               | 157              | 241              | 167              | 59      | 9       | 12      | 21      | 33      |

### Збірна
| Рік                | Команда            | Турнір             | Місце              | І | Г | П | О | ШХ |
| ------------------ | ------------------ | ------------------ | ------------------ | - | - | - | - | -- |
| 2010               | Канада             | ЧС                 | 7-е                | 7 | 1 | 3 | 4 | 4  |
| Національна збірна | Національна збірна | Національна збірна | Національна збірна | 7 | 1 | 3 | 4 | 4  |